# Teerasak Po-on
Teerasak Po-on (thailändisch ธีระศักดิ์ โพธิ์อ้น, * 18. Mai 1978 in Chonburi) ist ein thailändischer Fußballtrainer und ehemaliger Fußballspieler.

## Karriere

### Spieler
Teerasak Po-on stand von 1996 bis 2001 beim Thai Farmers Bank FC in der thailändischen Hauptstadt Bangkok unter Vertrag. Im Januar 2002 wechselte er nach Singapur zum Sembawang Rangers FC. Der Verein spielte in der ersten Liga, der S. League. Für die Rangers absolvierte er 31 Erstligaspiele. Nachdem der Verein Ende 2003 aufgelöst worden war, kehrte er nach Thailand zurück. Hier schloss er sich für eine Saison dem FC Krung Thai Bank an. Mit dem Verein feierte er die thailändische Meisterschaft. Im Januar 2005 unterschrieb er in Buriram einen Vertrag beim PEA FC. Für Buriram absolvierte er 55 Ligaspiele und schoss dabei sieben Tore. Der Chonburi FC, ein Erstligist aus Chonburi, verpflichtete ihn im Januar 2007. Am Ende der Saison feierte er mit den Sharks die thailändische Meisterschaft. Den Kor Royal Cup gewann er 2008 und 2009. Die Rückrunde 2010 wurde er an den Zweitligisten Chanthaburi FC nach Chanthaburi ausgeliehen. Für Chanthaburi stand er 18-mal in der zweiten Liga auf dem Spielfeld. Nach insgesamt 52 Spielen für die Sharks unterschrieb er am 1. Januar 2011 einen Vertrag beim ebenfalls in der ersten Liga spielenden Chiangrai United. Für den Verein aus Chiangrai stand er 104-mal in der ersten Liga auf dem Spielfeld. Am 1. Januar 2014 beendete er seine Karriere als Fußballspieler.

### Trainer
Teerasak Po-on übernahm am 22. Februar 2014 das Traineramt bei seinem ehemaligen Verein Chiangrai United. Hier stand er bis Ende September 2016 an der Seitenlinie. Anfang November 2016 unterschrieb er einen Trainervertrag beim Zweitligisten PTT Rayong FC. Am Ende der Saison 2018 feierte er mit Rayong die Meisterschaft und den Aufstieg in die erste Liga. Ende 2019 gab der Verein bekannt, dass man sich aus der Liga zurückzieht und den Spielbetrieb der ersten Mannschaft einstellt. Zur Saison 2020/21 nahm ihn der Erstligist Nakhon Ratchasima FC aus Nakhon Ratchasima unter Vertrag. Nachdem die Mannschaft 2022 sechs Spiele hintereinander nicht gewonnen hatte, trennte man sich am 8. März 2022 von Teerasak Po-on. Zu Beginn der Saison 2022/23 unterschrieb er einen Vertrag beim Erstligisten PT Prachuap FC. Dort wurde er nach schwachen Auftritten der Mannschaft am 11. November 2022 aber schon wieder entlassen. Anfang Februar 2023 übernahm er zum zweiten Mal das Traineramt beim Erstligisten Nakhon Ratchasima FC. Am Ende der Saison 2023/24 feierte er mit dem Verein die Meisterschaft der zweiten Liga sowie den direkten Wiederaufstieg in die erste Liga. Nach der Saison 2024/25 wurde sein Vertrag nicht verlängert. Im Mai 2025 übernahm er den Erstligaaufsteiger Chonburi FC.

## Erfolge

### Spieler
FC Krung Thai Bank
- Thailändischer Meister: 2003/04

Chonburi FC
- Thailändischer Meister: 2007
- Kor-Royal-Cup-Sieger: 2008, 2009

### Trainer
PTT Rayong FC
- Thailändischer Zweitligameister: 2018  ▲

Nakhon Ratchasima FC
- Thailändischer Zweitligameister: 2023/24  ▲